# Aliud stans, aliud sedens

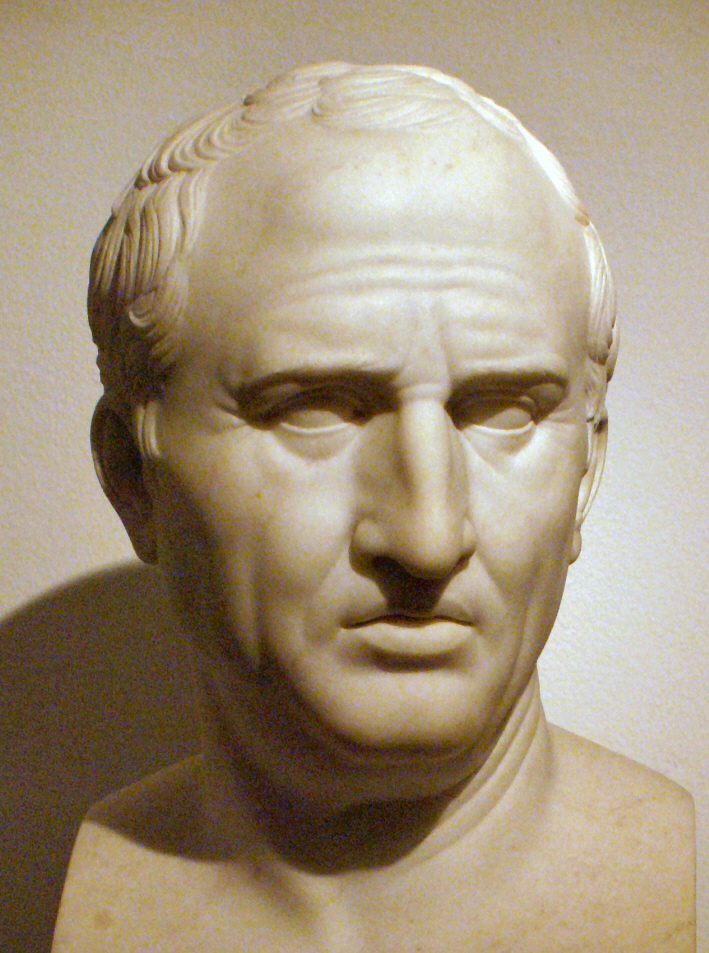
Цицерон — видный древнеримский оратор и политик, которому адресовалась данная фраза

Aliud stans, aliud sedens — латинское крылатое выражение. Соответствует русским «семь пятниц на неделе», «держать нос по ветру». Дословно переводится как Одно [говорит] стоя, другое — сидя.
Фраза принадлежит Саллюстию («Инвектива против Марка Туллия Цицерона», 4, 7) и характеризует непостоянство убеждений этого оратора и политика:

Кто тебе друг, кто недруг? Против кого ты прежде злоумышлял, тому теперь прислуживаешь. […] Кого называл тиранами, их могуществу способствуешь. […] Стоя высказываешь о делах государства одно мнение, сидя — другое

Инвектива отражала реальную политическую ситуацию 54 г. до н. э.: в 58 г. до н.э. Цицерон был изгнан из Рима за казнь без суда и следствия виднейших сторонников, представителей знатных семейств, заговорщика Луция Сергия Катилины. В 54 году Цицерон вернулся в Рим с согласия Цезаря и с помощью Помпея. Теперь он был вынужден сотрудничать с ними и защищать в суде их сторонников, в прошлом своих врагов.